# Чёрный горбыль
Чёрный горбыль, или тёмный горбыль, или мелакопия (лат. Sciaena umbra) — вид лучепёрых рыб из семейства горбылёвых (Sciaenidae). Распространены в Атлантическом океане.

## Ареал
Распространены в восточной части Атлантического океана от Ла-Манша до Мавритании и Сенегала, включая Канарские острова; в Средиземном, Чёрном и Азовском морях.

## Описание
Тело удлинённое, высокое, с горбатой спиной, несколько сжато с боков, покрыто мелкой ктеноидной чешуёй. На голове, щеках и жаберных крышках чешуя циклоидная. Рыло тупое и закруглённое. Рот маленький, нижний, располагается горизонтально, с мелкими зубами. Подбородочный усик отсутствует. Спинной плавник разделён глубокой выемкой на колючую (с 10—11 лучами) и мягкую (с одним колючим и 21—24 мягкими лучами) части. В анальном плавнике две колючки и 6—8 мягких лучей. Вторая колючка анального плавника сильная. Хвостовой плавник закруглённый или усечённый. В боковой линии 50 чешуй.

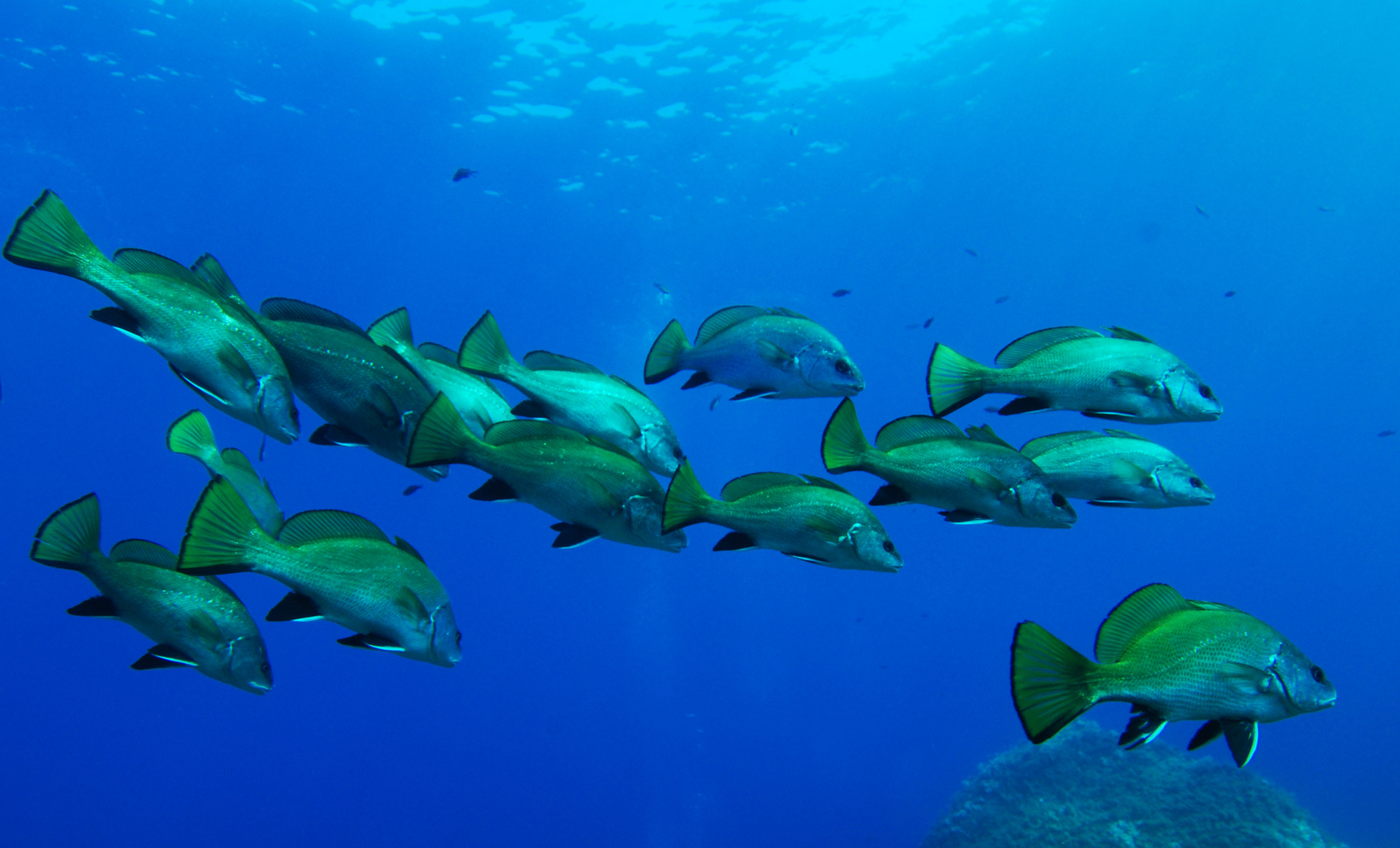
Стайка тёмных горбылей

Окраска спины синяя с фиолетовым и золотистым оттенками, бока тела золотисто-серебристые с медным оттенком, брюхо серебристо-белое. Края мягкой части спинного плавника и хвостового плавника с чёрной каймой. Брюшные и анальный плавники чёрные.
Достигает длины 70 см (обычно до 40 см) и массы 4 кг.

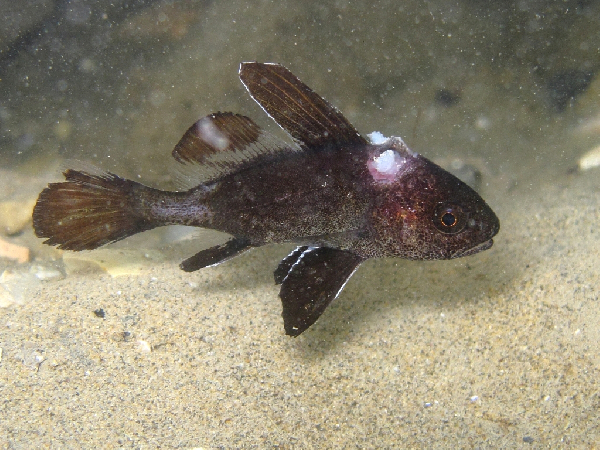
Молодь чёрного горбыля

## Биология
Морские прибрежные рыбы. Обитают на глубине от 20 до 180 м над скалистыми или песчаными грунтами. Более активны в ночное время, держатся небольшими стайками.
Питаются мелкими рыбами (европейский анчоус, атерина, хамса и ракообразными (мелкие крабы, креветки, бокоплавы, изоподы.
В Чёрном море нерестятся в мае—августе. Плодовитость от 6 до 514 тысяч икринок. Икрометание порционное. Икра пелагическая, с жировой каплей. Личинки длиной 2,5—2,7 мм, вылупляются в течение первых суток после оплодотворения икры. Желточный мешок рассасывается через четыре дня после вылупления личинок.
Способны издавать звуки с помощью плавательного пузыря.

## Взаимодействие с человеком
Чёрный горбыль имеет небольшое промысловое значение. В 1990-х годах мировые уловы варьировались от 128 до 430 тонн. В основном ловят Тунис и Турция. Промысел ведётся жаберными сетями, ставными и закидными неводами. Популярный объект подводной охоты.